# Rue du Colonel-Oudot
La rue du Colonel-Oudot est une voie située dans le 12e arrondissement de Paris, en France.

## Situation et accès
La rue du Colonel-Oudot est accessible à proximité par la ligne de métro 8 aux stations Michel Bizot et Porte Dorée et par la ligne 3a du tramway aux arrêts Montempoivre et Porte Dorée.

## Origine du nom

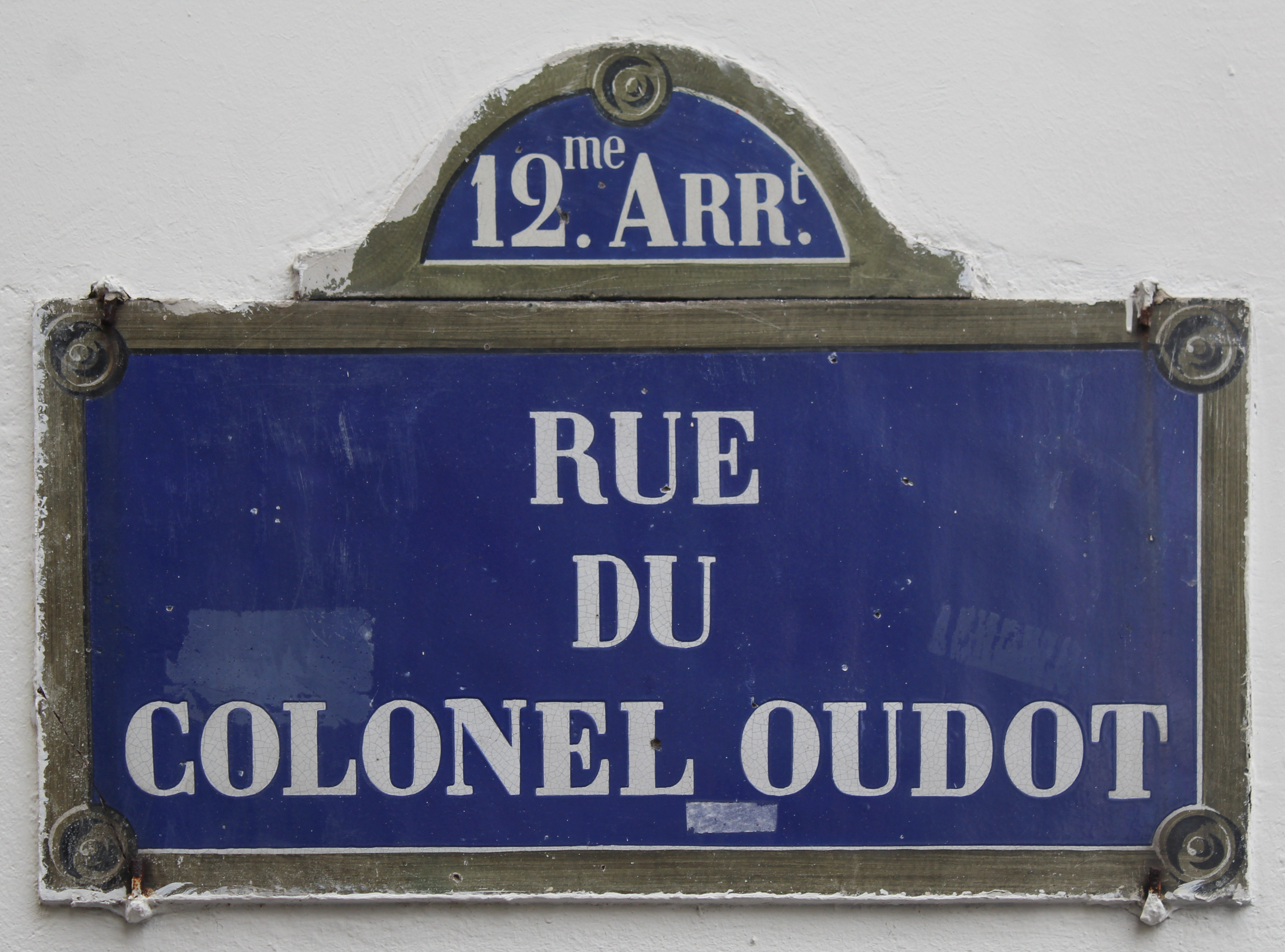
Plaque de la rue.

En 1868, le baron Haussmann, préfet de la Seine, avait fait signer à Napoléon III un décret donnant le nom de « rue Oudot » à une rue du 18e arrondissement de Paris entre la rue des Poissonniers et la rue du Poteau. Le Oudot en question est le militaire Jean-François Oudot, colonel du 156e régiment d'infanterie de ligne (1813), puis général de brigade (posthume) dans la Grande Armée, né le 20 septembre 1768 à Ornans et mort le 30 mars 1814, en essayant de défendre la barrière de Belleville face aux armées russes.
Par arrêté préfectoral du 1er février 1877, cette dénomination disparut et la rue Oudot est absorbée par la rue Championnet, dont elle devient le prolongement.
Une pétition fut alors adressée au préfet de la Seine, pour réclamer que le nom du général Oudot soit de nouveau donné à une rue de Paris. Cette pétition parvenait à l'autorité préfectorale en même temps qu'une pétition d'habitants de la rue de l'Épinette, située dans le lieu-dit des Coucous, qui se plaignaient de l'appellation et souhaitaient un changement de nom. La rue prend finalement le nom de « rue du Colonel-Oudot » et non « rue du Général-Oudot », car les états de services officiels de Oudot ne mentionnaient pas son titre de général. Le décret qui lui conférait ce grade n'avait pu être publié en temps utile à cause de la mort de l'intéressé lors du siège de Paris le 30 mars 1814. Pour transiger, on avait proposé d'appeler tout simplement la rue litigieuse « rue Oudot ». Les bureaux de l'Hôtel de Ville s'y opposèrent, en alléguant que cette dénomination engendrerait des confusions avec la rue Houdon[réf. nécessaire].

## Historique
Cette rue provient de l'ancien sentier des Épinettes devenu chemin des Épinettes, qui prit par la suite le nom de « chemin des Coucous » avant de devenir une rue à part entière sous le nom de « rue des Coucous » de la commune de Saint-Mandé.
Pour ne plus subir les plaisanteries, les habitants pétitionnent pour obtenir le changement du nom.
La voie est rattachée à la voirie de Paris par décret du 23 mai 1863 avant de prendre sa dénomination actuelle par arrêté du 10 novembre 1885.